# Dhaka–Ashulia Elevated Expressway

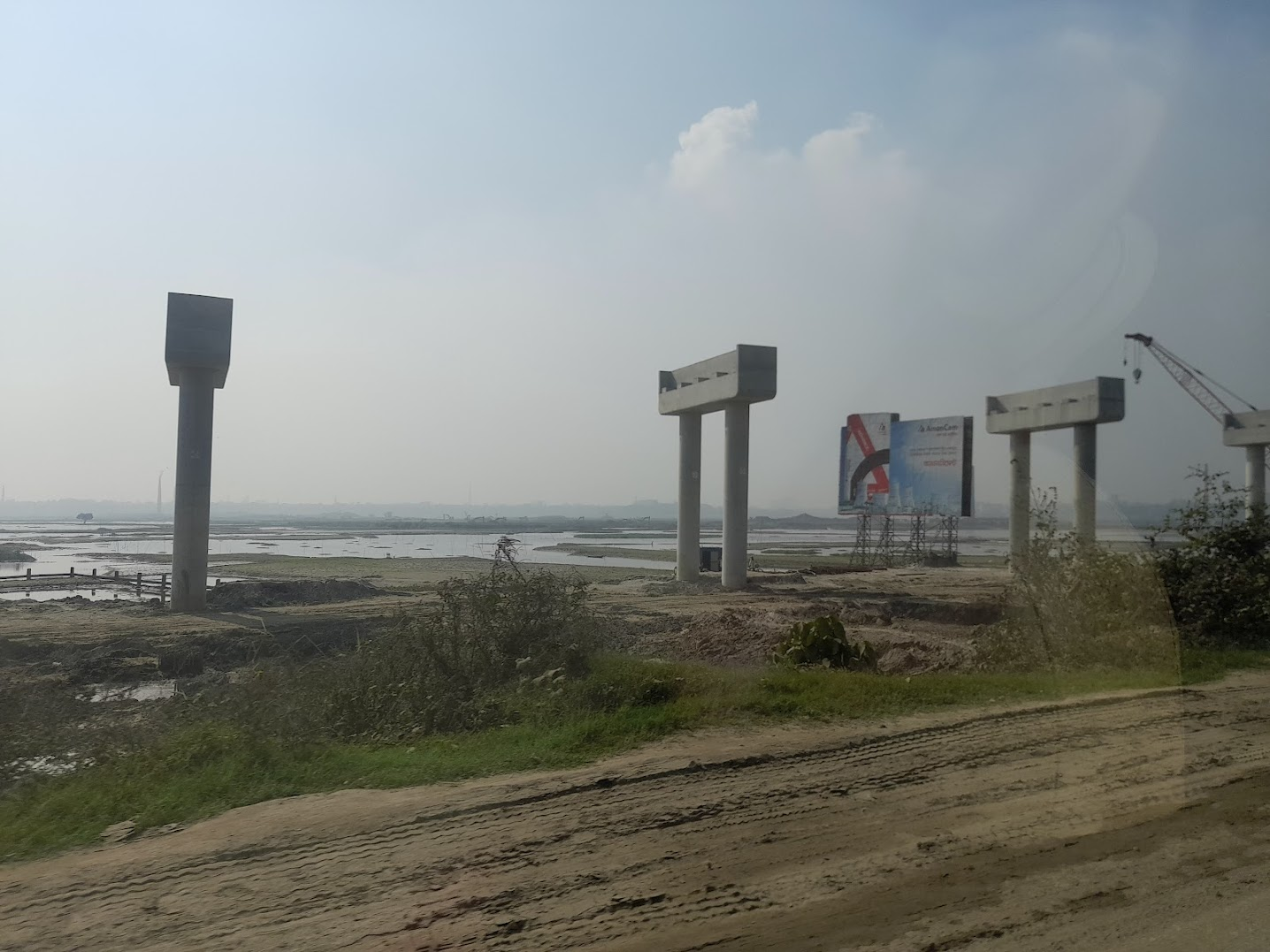
Dhaka–Ashulia Elevated Expressway in aanbouw

De Dhaka–Ashulia Elevated Expressway is een (in aanleg zijnde) autosnelweg in Bangladesh. De snelweg wordt 24 kilometer lang en verbindt Luchthaven Dhaka met knooppunt Nabinagar. De bouwwerken begonnen in 2022. 
Bangabandhu Sheikh Mujibur Rahman Expressway ·
Bhanga–Benapole Expressway ·
Chittagong Elevated Expressway ·
Dhaka Bypass Expressway ·
Dhaka Elevated Expressway ·
Dhaka–Ashulia Elevated Expressway ·
Hatirjheel–Demra Expressway ·
Purbachal Expressway ·